# ステラン・スカルスガルド
ステラン・スカルスガルド（Stellan Skarsgård, スウェーデン語発音: [²stɛlːan ˈskɑːʂɡoːɖ] ( 音声ファイル), 1951年6月13日 - ）は、スウェーデン・ヨーテボリ出身の俳優。スウェーデン語での発音により近い表記はステッラン・スカーシュゴード（後述）。ステラン・スカルスゲールドと表記されることもある。身長188cm。

## 来歴
1968年、テレビミニ・シリーズ『Bombi Bitt och jag』の表題役を得て、俳優デビュー。
修学後、舞台俳優となり、1972年にはイングマール・ベルイマンが総監督を務めるストックホルム王立劇場の団員となり、数々の舞台に出演。
1982年、『愚直な殺人者』での演技でベルリン映画祭男優賞を受賞。
一躍国際的に注目され、製作者イスマイル・マーチャントはTV映画『Noon Wine』（1985年）と『ボンベイ大捜査線』（1988年）の主役に起用。
1988年に劇団を離れると共に、撮影監督スヴェン・ニクヴィストの息子カール・グスタヴ・ニクヴィストが監督した『屋根の上の女』に主演し、二人の女性を翻弄する男を演じて、スウェーデンのアカデミー賞と言われるゴールデン・ビートル賞の主演男優賞を受賞する。
その後、アメリカ映画などでも活動を始め、1998年には『グッド・ウィル・ハンティング/旅立ち』と『アミスタッド』での活躍によりヨーロッパ映画賞において世界映画におけるヨーロッパへの貢献賞を与えられた。
その後、同賞において『Aberdeen』（2000年）、指揮者フルトヴェングラーを演じた『Taking Sides』（2001年）で同賞の最優秀男優賞にノミネート。
2006年は『パイレーツ・オブ・カリビアン/デッドマンズ・チェスト』に続き、シリーズの第3弾にも出演。更にミロス・フォアマンの『宮廷画家ゴヤは見た』では画家ゴヤを演じている。

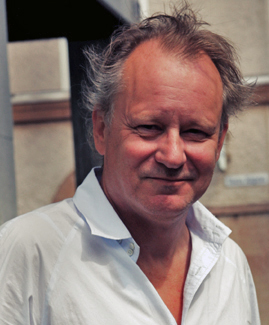
2009年

チェルノブイリ原子力発電所事故を題材とした2019年放送のHBO制作ドラマ『チェルノブイリ』では、事故の対応に当たったボリス・シチェルビナソ連閣僚会議副議長を演じ、第77回ゴールデングローブ賞助演男優賞（テレビドラマ部門）を受賞。なお、同作は作品賞も受賞している。

## 私生活
医者である妻との間に6人の子供をもうけるも離婚。
長男アレクサンダー（アレクサンデル）、次男グスタフ、四男ビル、五男ヴァルター（ヴァルテル）は俳優、長女エイヤ（1992年生、ビルとヴァルターの間）は元モデルでナイトクラブのマネージャー、三男は医師。
2009年1月12日、メーガン・エヴェレットと結婚。2人の間には2009年と2012年に息子が生まれている。

## 名前の読みについて
以前公開していたオフィシャル・サイト（現在閉鎖）で説明されていたが、名前の本来の発音はスウェーデン語でステッラン・スカーシュゴードであり、通常はそう呼ばれている。日本では1980年代の公開作ではそう表記していたが、ハリウッド進出後の作品で不統一となり、スカルスゲールドなどとも書かれた作品もある。
サイトでのその説明とは、“Stellan”はイタリア語の“stella”（「ステッラ」）に“n”を足した感じで、というものだった。“Skars”は“Scarface”の“Scar”に“sh”。“gård”は“gord”（スウェーデン語で“å”は「オ」で、“ård”は「オード」。これに近い名前でホーカン・ハーゲゴード（スウェーデン語: Håkan Hagegård）という、イングマール・ベルイマン監督の『魔笛』にも出演したスウェーデンのオペラ歌手がいる）。

## 主な出演作品

### 映画
| 公開年 | 邦題 原題                                                                                      | 役名                             | 備考                                                                   | 吹替                                                                   |
| ------ | ---------------------------------------------------------------------------------------------- | -------------------------------- | ---------------------------------------------------------------------- | ---------------------------------------------------------------------- |
| 1973   | 異常性欲アニタ Anita – ur en tonårsflickas dagbok                                              | エリック                         | 別題：クリスチーナ･リンドバーグ in アニタ 英題：Anita: Swedish Nymphet |                                                                        |
| 1974   | 色狂いの群れ/The スペシャル The Intruders                                                      | ピーター                         |                                                                        |                                                                        |
| 1982   | 愚直な殺人者 Den enfaldige mördaren                                                            | スヴェン                         | ベルリン国際映画祭男優賞 受賞 英題：The Simple-Minded Murderer         | N/A                                                                    |
| 1985   | Noon Wine                                                                                      | オラフ・ヘルトン                 | TV映画 マイケル・フィールズ監督                                        | N/A                                                                    |
| 1988   | ボンベイ大捜査線 The Perfect Murder                                                            | アレックス                       | TV放映題 原作：H・R・F・キーティング『パーフェクト殺人』               |                                                                        |
| 1988   | 友達 Friends                                                                                   | マット                           | 原作戯曲：安部公房作「友達」                                           |                                                                        |
| 1988   | 存在の耐えられない軽さ The Unbearable Lightness of Being                                       | エンジニア                       |                                                                        |                                                                        |
| 1989   | 屋根の上の女 Kvinnorna på taket                                                                | ウィリー                         | 英題：The Women on the Roof                                            |                                                                        |
| 1990   | レッド・オクトーバーを追え! The Hunt for Red October                                           | ツポレフ艦長                     |                                                                        | 稲葉実（ソフト版） 金尾哲夫（TBS版） 中田和宏（テレビ朝日版）          |
| 1990   | 私立探偵パーカー・ケイン Parker Kane                                                           | ネイサン                         | テレビ映画                                                             |                                                                        |
| 1992   | D（デッド）・スナイパー/EC爆破司令を阻止せよ! Den demokratiske terroristen                     | カール・ハミルトン               |                                                                        |                                                                        |
| 1992   | ウインズ Wind                                                                                  | ジョー・ハイザー                 |                                                                        | 牛山茂                                                                 |
| 1993   | イノセント・ライフ Kådisbellan                                                                 | フリチョフ                       | ビデオ発売 英題：The Slingshot                                         |                                                                        |
| 1996   | 奇跡の海 Breaking the Waves                                                                    | ヤン                             |                                                                        |                                                                        |
| 1997   | 不眠症 オリジナル版 -インソムニア- Insomnia                                                    | ジョナス                         | オリジナル版『インソムニア』 DVDスルー                                 | 内田直哉                                                               |
| 1997   | グッド・ウィル・ハンティング/旅立ち Good Will Hunting                                          | ジェラルド・ランボー教授         |                                                                        | 津嘉山正種                                                             |
| 1997   | アミスタッド Amistad                                                                           | ルイス・タパン                   |                                                                        | 斎藤志郎                                                               |
| 1998   | セイヴィア Savior                                                                              | ピーター                         |                                                                        | 伊藤和晃                                                               |
| 1998   | RONIN Ronin                                                                                    | グレゴール                       |                                                                        | 納谷六朗（ソフト版） 江原正士（フジテレビ版） 堀井真吾（テレビ朝日版） |
| 1999   | ディープ・ブルー Deep Blue Sea                                                                 | ジム・ウィットロック             |                                                                        | 石塚運昇（ソフト版）                                                   |
| 2000   | Aberdeen                                                                                       | トマシュ                         | 兼製作                                                                 | N/A                                                                    |
| 2000   | 薔薇の眠り Passion of Mind                                                                     | ウィリアム                       |                                                                        | 小川真司                                                               |
| 2000   | タイムコード Timecode                                                                          | アレックス・グリーン             |                                                                        |                                                                        |
| 2000   | ダンサー・イン・ザ・ダーク Dancer In The Dark                                                  | 医師                             |                                                                        |                                                                        |
| 2000   | アメリカン・ジャスティス Harlan County War                                                     | ウォーレン                       | テレビ映画                                                             | 牛山茂                                                                 |
| 2001   | キス★キス★バン★バン Kiss Kiss (Bang Bang)                                                      | フィリックス                     |                                                                        | 樋浦勉                                                                 |
| 2001   | Taking Sides                                                                                   | 指揮者フルトヴェングラー         | 原作戯曲：ロナルド・ハーウッド作 「テイキング・サイド」                | N/A                                                                    |
| 2001   | グラスハウス The Glass House                                                                   | テリー・グラス                   |                                                                        | 菅生隆之                                                               |
| 2002   | ノー・グッド・シングス No Good Deed                                                            | タイロン                         |                                                                        | 菅生隆之                                                               |
| 2002   | シティ・オブ・ゴースト City of Ghosts                                                          | ジョセフ・カスパー               |                                                                        | 樋浦勉                                                                 |
| 2003   | ドッグヴィル Dogville                                                                          | チャック                         |                                                                        | 諸角憲一                                                               |
| 2003   | トロイ ザ・ウォーズ Helen of Troy                                                              | テセウス                         | テレビ映画 別題：トロイ/愛と宿命の戦い                                 |                                                                        |
| 2004   | キング・アーサー King Arthur                                                                   | セルディック                     |                                                                        | 勝部演之                                                               |
| 2004   | エクソシスト ビギニング Exorcist: The Beginning                                                | ランカスター・メリン神父         |                                                                        | 津嘉山正種                                                             |
| 2005   | ベオウルフ Beowulf & Grendel                                                                   | フロースガール                   |                                                                        | 村松康雄                                                               |
| 2005   | Dominion: Prequel to the Exorcist                                                              | ランカスター・メリン神父         | 日本劇場未公開、未ソフト化 北米盤BD-BOXに日本語字幕つきで収録          | N/A                                                                    |
| 2006   | パイレーツ・オブ・カリビアン/デッドマンズ・チェスト Pirates of the Caribbean: Dead Man's Chest | ビル・ターナー                   |                                                                        | 柴田秀勝                                                               |
| 2006   | 宮廷画家ゴヤは見た Goya's Ghosts                                                               | フランシスコ・デ・ゴヤ           |                                                                        | 菅生隆之                                                               |
| 2007   | パイレーツ・オブ・カリビアン/ワールド・エンド Pirates of the Caribbean: At World's End         | ビル・ターナー                   |                                                                        | 柴田秀勝                                                               |
| 2007   | パーフェクトゲーム 究極の選択 W△Z                                                              | エディ                           |                                                                        | 樋浦勉                                                                 |
| 2007   | アーン 鋼の騎士団 Arn: Tempelriddaren                                                          | Birger Brosa                     | 英題：Arn – The Knight Templar                                         |                                                                        |
| 2008   | マンマ・ミーア! Mamma Mia!                                                                     | ビル                             |                                                                        | 福田信昭                                                               |
| 2009   | 天使と悪魔 Angels & Demons                                                                     | リヒター隊長                     |                                                                        | 村井国夫                                                               |
| 2009   | ギャラリー 欲望の画廊 Boogie Woogie                                                            | ボブ・マクルストン               |                                                                        |                                                                        |
| 2010   | 孤島の王 Kongen av Bastøy                                                                      | 院長                             | 兼製作総指揮                                                           |                                                                        |
| 2010   | 劇場版 ムーミン谷の彗星 パペットアニメーション Mumintrollet och kometjakten                    | ムーミンパパ                     | 声の出演                                                               | 大塚明夫                                                               |
| 2011   | マイティ・ソー Thor                                                                            | エリック・セルヴィグ教授         |                                                                        | 金子由之                                                               |
| 2011   | メランコリア Melancholia                                                                       | ジャック                         |                                                                        | 楠見尚己                                                               |
| 2011   | ドラゴン・タトゥーの女 The Girl with the Dragon Tattoo                                         | マルティン・ヴァンゲル           |                                                                        | 土師孝也                                                               |
| 2012   | アベンジャーズ The Avengers                                                                    | エリック・セルヴィグ教授         |                                                                        | 金子由之                                                               |
| 2013   | レイルウェイ 運命の旅路 The Railway Man                                                        | フィンレイ                       |                                                                        | （吹き替え版なし）                                                     |
| 2013   | Romeo and Juliet                                                                               | ヴェローナ太守                   | 原作戯曲：シェイクスピア作 「ロミオとジュリエット」                    | N/A                                                                    |
| 2013   | マイティ・ソー/ダーク・ワールド Thor: The Dark World                                           | エリック・セルヴィグ教授         |                                                                        | 金子由之                                                               |
| 2013   | ニンフォマニアック Nymphomaniac                                                                | セリグマン                       |                                                                        | （吹き替え版なし）                                                     |
| 2013   | 千年医師物語〜ペルシアの彼方へ〜 The Physician                                                 | 理髪師                           |                                                                        | 辻親八                                                                 |
| 2014   | ファイティング・ダディ 怒りの除雪車 Kraftidioten                                               | ニルス・ディックマン             | 兼製作総指揮 BS放映のみ、のちDVD発売                                   | （吹き替え版なし）                                                     |
| 2014   | しあわせはどこにある Hector and the Search for Happiness                                       | エドワード                       |                                                                        | 野川雅史                                                               |
| 2015   | シンデレラ Cinderella                                                                          | 大公                             |                                                                        | 広瀬彰勇                                                               |
| 2015   | アベンジャーズ/エイジ・オブ・ウルトロン The Avengers: Age of Ultron                            | エリック・セルヴィグ教授         |                                                                        | 金子由之                                                               |
| 2016   | われらが背きし者 Our Kind of Traitor                                                           | ディマ                           |                                                                        | 手塚秀彰                                                               |
| 2017   | 男と女、モントーク岬で Return to Montauk                                                       | マックス・ゾーン                 |                                                                        | （吹き替え版なし）                                                     |
| 2017   | ボルグ/マッケンロー 氷の男と炎の男 Borg McEnroe                                                | レナート・ベルゲリン             |                                                                        | （吹き替え版なし）                                                     |
| 2018   | テリー・ギリアムのドン・キホーテ The Man Who Killed Don Quixote                                | ボス                             |                                                                        | （吹き替え版なし）                                                     |
| 2018   | マンマ・ミーア! ヒア・ウィー・ゴー Mamma Mia! Here We Go Again                                 | ビル                             |                                                                        | 福田信昭                                                               |
| 2019   | 異端の鳥 The Painted Bird                                                                      | ハンス                           |                                                                        | （吹き替え版なし）                                                     |
| 2021   | DUNE/デューン 砂の惑星 Dune                                                                    | ウラディミール・ハルコンネン男爵 |                                                                        | 勝部演之                                                               |
| 2022   | ソー:ラブ&サンダー Thor: Love and Thunder                                                      | エリック・セルヴィグ             |                                                                        | 金子由之                                                               |
| 2024   | デューン 砂の惑星PART2 Dune: Part Two                                                          | ウラディミール・ハルコンネン男爵 |                                                                        | 勝部演之                                                               |

### テレビシリーズ
| 公開年 | 邦題/原題                                     | 役名                 | 備考                                                          | 吹替     |
| ------ | --------------------------------------------- | -------------------- | ------------------------------------------------------------- | -------- |
| 1997   | キングダム (テレビドラマ) Riget               | 弁護士               | 第7章『犠牲者』（シーズン2）に出演                            |          |
| 2008   | アントラージュ★オレたちのハリウッド Entourage | Verner Vollstedt     | シーズン5の3エピソードに出演                                  |          |
| 2015   | リバー River                                  | ジョン・リバー       | 主演、全6話 CS放送時タイトル：『刑事リバー 死者と共に生きる』 |          |
| 2019   | チェルノブイリ Chernobyl                      | ボリス・シチェルビナ | ミニシリーズ 第77回ゴールデングローブ賞助演男優賞受賞         | 稲葉実   |
| 2022   | キャシアン・アンドー Andor                    | ルーセン・レイエル   |                                                               | 菅生隆之 |